# 岩元辰郎
岩元 辰郎（いわもと たつろう、1976年6月18日 - ）は、日本のイラストレーター。

## 来歴・人物
千葉県出身。東京造形大学卒業。以前はカプコン、クローバースタジオに所属していた。現在はフリー。
オヤジキャラを描くことを得意としており、可愛い女の子などいわゆる「萌え系」のキャラは苦手としている。
自身がキャラクターデザインを担当した逆転裁判シリーズでは、御剣怜侍の声も担当している。

## 作品

### ゲーム
- 逆転裁判（2001年10月12日） - グラフィック、御剣怜侍の声
- グランボ（2001年12月28日） - 背景
- 逆転裁判2（2002年10月18日） - デザイン・原画、御剣怜侍の声
- 逆転裁判3（2004年1月23日） - デザイン・原画、御剣怜侍の声
- 大神（2006年4月20日） - モーション制作
- 逆転裁判4（2007年4月12日） - デザイン・原画
- 逆転検事（2009年5月28日） - デザイン・原画・アートディレクション、御剣怜侍の声
- 無限航路（2009年6月11日） - 一部キャラクターデザイン
- 逆転検事2（2011年2月3日） - デザイン・原画・アートディレクション、御剣怜侍の声、内藤馬乃介の声[2]
- バクダン★ハンダン（2012年） - 原画
- 鬼装学園アマクサ（2012年） - イラスト
- ゼッタイ☆スター（2012年） - デザイン
- ミリオンチェイン（2013年） - イラスト
- 戦国の虎Z（2014年） - イラスト
- D×2 真・女神転生 リベレーション（2018年） - メインキャラクターデザイン

### アニメ
- 恋物語（2013年） - 第2話エンドカード
- モンスターストライク（2015年） - キャラクターデザイン原案
- 異世界かるてっと2（2020年） - 第6話エンドカード
- The Journey（2021年） - キャラクター原案

### 小説
- ダイナマイト刑事 BURNING 2020（2014年） - イラスト
- こどもの国（2019年） - イラスト

### その他
- 歌舞伎町 探偵セブン（2017年、イベント）キャラクターデザイン